# ایر لیزینگ کامرون
ایر لیزینگ کامرون (به انگلیسی: Air Leasing Cameroon) یک شرکت هواپیمایی است. دفتر مرکزی ایر لیزینگ کامرون در دوالا، کامرون واقع شده‌است و قطب این شرکت هواپیمایی در فرودگاه بین‌المللی دوالا قرار دارد.